# Antony Kok
Antony (Toon) Kok (Rotterdam, 18 april 1882 - Haarlem, 29 oktober 1969) was een Nederlandse schrijver en dichter. Hij was een experimentele schrijver, vooral in de klankpoëzie, en mede-oprichter van het vernieuwende tijdschrift De Stijl. Antony Kok stond bekend als een bedachtzaam en vrijgevig man. Hij was volgens hen die hem kenden een groot kunstminnaar en ook een mecenas, niet alleen voor een bekende schilder als Piet Mondriaan maar ook voor regionale kunstenaars.

## Levensloop
Kok werd geboren als zoon van een adjunct-commies bij de Staatsspoorwegen. Hij groeide voornamelijk op in Maasbree. In 1899 trad hij in de voetsporen van zijn vader door na zijn middelbareschooltijd ook bij de Staatsspoorwegen te gaan werken. Na eerst vanaf 1902 als klerk-telegrafist te hebben gewerkt in 's-Hertogenbosch en vanaf 1903 in Oisterwijk werkte hij zich vanaf 1908 in Tilburg op tot chef-commies. In Tilburg woonde hij de eerste tien jaar in de Tuinstraat, in een kamer boven slagerij De Brouwer. Hij verhuisde daarna nog viermaal binnen Tilburg.
Hier ontmoette hij voor of in oktober 1914 de uit Amsterdam afkomstige schrijver en schilder Theo van Doesburg, die vanwege het uitbreken van de Eerste Wereldoorlog met zijn legeronderdeel aan de Belgische grens, niet ver van Tilburg gelegerd was. Over hun precieze ontmoeting doen verschillende versies de ronde. Kok zelf heeft hier in een veel later opgenomen bandopname eens het volgende over gezegd:

Theo van Doesburg, zoeker, godzoeker, godenzoeker, leerde mij – hij was toen in militaire dienst als sergeant-factuur in Tilburg – bij toeval kennen. Hij kende toen reeds Piet Mondriaan. Al spoedig sprak hij over het voornemen een tijdschrift in de geest van Mondriaan te doen verschijnen. Ik stelde voor het De Stijl te noemen. Hij was daar direct voor
— Antony Kok (12 februari 1959)

Deze bandopname is echter vrij opmerkelijk, omdat alleen het voornemen van Kok en Van Doesburg een eigen tijdschrift op te richten overeenkomt met de werkelijkheid. Van Doesburg leerde Mondriaan pas in februari 1916 kennen (ruim een jaar na zijn ontmoeting met Kok) en Koks voorstel het op te richten tijdschrift De Stijl te noemen wordt in geen enkele overige bron bevestigd. Tegenwoordig gaat men ervan uit dat hij aan Van Doesburg werd voorgesteld door hun gezamenlijke vriend, Maurits Manheim. Voorjaar 1915 organiseerden zij met zijn drieën zeker twee soirées intimes in het Tilburgse Café Janssen. Tijdens deze avonden speelde Kok piano, bracht Manheim liederen ten gehoor en hield Van Doesburg redevoeringen en droeg hij gedichten voor. Het was ook dat jaar dat Kok onder invloed van Van Doesburg voor het eerst experimenteerde met de klankpoëzie, als een van de eersten in Nederland. Verder schreef hij in september 1915 het aan Van Doesburg opgedragen gedicht Bloei en is zijn in oktober van dat jaar geschreven gedicht Soldatenkwartier waarschijnlijk geïnspireerd op een serie gedichten van Van Doesburg, getiteld Soldaten. Nadat Van Doesburg in september 1915 overgeplaatst werd naar Utrecht ontstond een briefwisseling tussen de twee, die tot de vroegtijdige dood van Van Doesburg in 1931 voort zou duren. Deze omvangrijke briefwisseling – 240 stukken – is tegenwoordig een van de belangrijkste bronnen met betrekking tot de geschiedenis van de Stijlbeweging. Kok onderhield echter ook contact met Van Doesburgs eerste vrouw, de eigenzinnige dichteres Agnita Feis.
Ook vroeg Kok Van Doesburg om commentaar te geven op zijn gedichten. Van Doesburg antwoordde meestal bemoedigend. Vooral het gedicht Reuk-engram kon op veel waardering van Van Doesburg rekenen. ‘Reuk-engram is een der beste verzen van onzen tijd. Ik verzeker je dat ik er zeer blij meê ben’, schreef hij. Gesterkt door deze woorden stuurde Kok het gedicht op 11 juni 1917 ter beoordeling naar de redacteur van de tijdschrift De Beweging, Albert Verwey. Maar omdat deze niet op Koks brief reageerde, vroeg Kok hem drie weken later beleefd het gedicht terug te sturen. Eerder had hij het gedicht ook al opgestuurd naar Het Getij. Nadat de redactie-secretaris van dit tijdschrift, Ernst Groenevelt, voorstelde slechts een gedeelte ervan te publiceren, reageerde Van Doesburg furieus. Van Doesburg zelf zou later, van juli 1918 tot januari 1921, overigens regelmatig voor Het Getij schrijven.

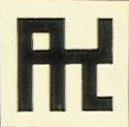
Monogram voor Antony Kok, door Theo van Doesburg, ca. 1919

Vanwege dit soort strubbelingen, besloten Kok en Van Doesburg al eind 1914/begin 1915 een eigen tijdschrift op te richten, dat zij wilden gebruiken om hun opvattingen over de moderne literatuur en beeldende kunst te ventileren. Het uiteindelijke tijdschrift, De Stijl, werd veel meer dan dat en zou een blijvende invloed hebben op de moderne kunst in Nederland en daarbuiten. Omdat Van Doesburg eerst geschikte geldschieters en gelijkgestemde medewerkers moest vinden liep de uitgifte van het eerste nummer ernstige vertraging op. In mei 1917 waren de voorbereidingen nog in volle gang, zoals blijkt uit een brief, die Van Doesburg op 14 mei van dat jaar aan Kok schreef: ‘Ik zou dolgraag willen dat je eens een artikel schreef. Moet ik je officieel uitnoodigen? Of gaat het ook zoo. Laat ik je in mijn kwaliteit van a.s. hoofdredacteur uitnoodigen een artikel te schrijven over het verband tussen muziek en moderne beeldende kunst’. Het uiteindelijke artikel dat Kok schreef was echter getiteld ‘De moderne schilderij in het interieur’ (zie Publicaties). Het eerste deel van dit artikel verscheen in het eerste nummer van De Stijl. Hoewel dit nummer oktober 1917 gedateerd is, wordt aangenomen dat het pas in november verscheen. Tot de eerste medewerkers van het tijdschrift behoorden naast Kok en Van Doesburg ook de schilders Bart van der Leck, Vilmos Huszár en Piet Mondriaan en de architecten J.J.P. Oud en Jan Wils.
In 1921 verschijnt een vervolg op De Stijl. In een brief aan Kok van Van Doesburg, gedateerd 24 februari 1921, schrijft de laatste: Ik ben van plan om een prachtig bulletin in elkaar te zetten, ... Wanneer je eens een geestig dadaïstisch stuk hebt, stuur het me dan voor dit bulletin! Het bulletin zou uiteindelijk Mécano gaan heten.
Kok debuteerde zelf eerder in 1917 in het tijdschrift Eenheid, met zijn gedicht Excelsior. Andere gedichten van zijn hand die in hetzelfde tijdschrift verschenen waren De Rozelaar (1917) en Gods Licht (1918). In 1917 verscheen in het tijdschrift Holland Express zijn experimentele gedicht De Wisselwachter. Kok schreef voor het eerste nummer van De Stijl een beschouwing met de titel De moderne schilderij in het interieur. In de loop van de tijd verscheen in De Stijl meer beschouwend proza van de hand van Kok, zoals Scheppen (1918), Denkextracten, Over organische schoonheid en Kunst en ontroering, Synthetische analyse (1919). Kok behoorde ook tot de ondertekenaars van de eerste twee manifesten van De Stijl: het eerste manifest (november 1918), dat de algemene koers van De Stijl uitzette, en het tweede manifest, dat uitsluitend betrekking had op de literatuur (april 1920).
Het dadaïstische gedicht X-Beelden, dat Van Doesburg in mei 1920 onder pseudoniem I.K. Bonset in De Stijl publiceerde, betekende Koks eerste kennismaking met deze kunststroming. Kok doorzag dit pseudoniem echter vrijwel onmiddellijk. Op 24 juni 1920 schreef Van Doesburg hem: ‘Ik was blij met je entousiasme voor X-beelden. Ik dacht wel dat je begreep wie het was, maar spreek er niet met andere over. Enfin jij spreekt alleen intimi’. Koks kennismaking met het dadaïsme was echter geen liefde op het eerste gezicht. ‘Kok is eenige dagen mijn logé geweest’, schreef Van Doesburg op 3 november 1920 in een brief aan Evert Rinsema, ‘Ik heb hem eenige dadaïstische verzen voorgelezen, maar ik moest ermee ophouden, want ik dacht dat hij uit elkaar barstte van den lach’. Wel vertaalde Kok in 1921 een gedicht van dada-voorman Tristan Tzara, getiteld ‘Pour faire un poème dadaïste’ (Hoe een dada-gedicht te maken). Voorjaar 1923 ontmoette hij tijdens de door Van Doesburg en Vilmos Huszár georganiseerde Dada-tournee de Duitse kunstenaar Kurt Schwitters, die hem aanzette twee dadaïstische gedichten te schrijven: het aan Schwitters opgedragen Vlahaïsvatka: poème dada en Jagadada.

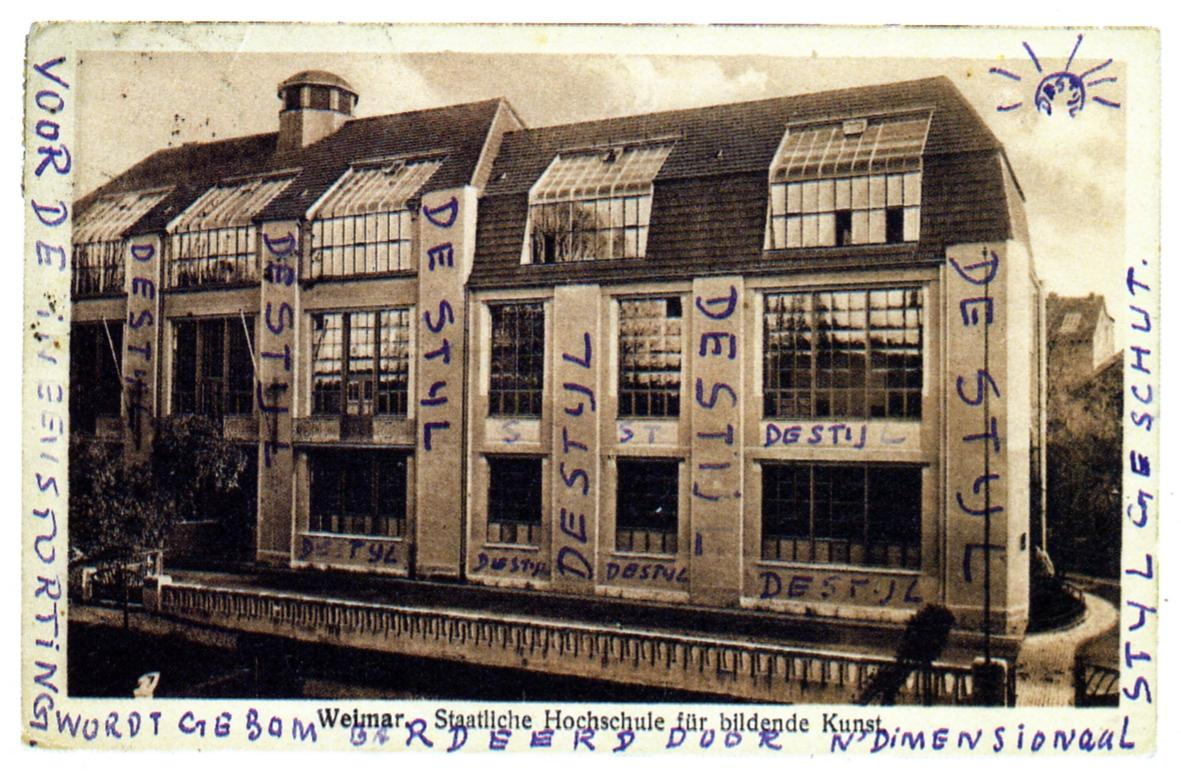
Briefkaart aan Antony Kok, door Theo van Doesburg verstuurd op 12 september 1921 vanuit Weimar

Slechts twee gedichten van Antony Kok werden opgenomen in De Stijl. In 1921 was dit Stilte + stem (Vers in W), in 1923 gevolgd door Nachtkroeg, dat Kok echter acht jaar eerder schreef. Beide gedichten bestaan voor het grootste deel uit klanknabootsende woorden en werden beschouwd als een belangrijke bijdrage tot de vernieuwing van de dichtkunst door niet alleen Van Doesburg maar ook Mondriaan en Schwitters. Ook nam Schwitters het gedicht Stilte + stem (Vers in W) op in zijn eigen tijdschrift Merz (zie Publicaties). Van Doesburg nam beide gedichten echter niet ongewijzigd op in De Stijl. De titel van Stilte + stem (Vers in w) is door Van Doesburg bedacht, omdat hij vond dat de oorspronkelijk titel, Stem in de stilte, ‘nog wat sentimenteel aandoet’, zoals hij op 17 augustus 1921 aan Kok liet weten. In het geval van Nachtkroeg ging Van Doesburg nog veel verder. De oorspronkelijke versie van dit gedicht, dat Volle Nachtkroeg heette, bestond naast klanknabootsende woorden ook hele strofen bestaande uit traditionele rijmvormen. Om het overeen te laten stemmen met het tweede manifest van De Stijl schrapte Van Doesburg alle traditionele strofen, waardoor het gedicht meer abstract van gehoor werd. Van Doesburg drukte Nachtkroeg af in het artikel ‘Symptomen eener réconstructie der dichtkunst in Holland’, naast gedichten van Til Brugman en zichzelf in zijn hoedanigheid als I.K. Bonset, als voorbeeld voor moderne dichtkunst in Nederland. In dit artikel gaf Van Doesburg een soort rechtvaardiging voor zijn ingrijpende redactie van Nachtkroeg, door op te merken:

De penhouder van den modernen dichter, bestaat voor het grootste gedeelte uit een snoeimes. Steeds maar coupeeren, castreeren, snoeien, totdat slechts datgene overblijft, wat inderdaad beeldt.
— Theo van Doesburg (1923)

De publicatie van deze twee gedichten – waarvan één in sterk afgeslankte vorm – en een handvol proza in De Stijl, is een wat schrale oogst voor iemand die te boek staat als een van de oprichters van dit tijdschrift. De neerlandicus Marco Entrop, die een doctoraalscriptie aan Kok wijdde, verklaart dit als volgt: ‘Ik denk dat Van Doesburg niet zo erg geporteerd was van het dichtwerk van zijn vriend, maar dat hij hem – het was ten slotte een hele goeie vriend – altijd de hand boven het hoofd heeft gehouden’. Bovendien dateren Koks laatste experimentele gedichten uit 1923 en schijnen zijn pogingen om verder te komen in de moderne dichtkunst omstreeks die tijd te zijn gestrand. Volgens beeldend kunstenaar en Kok-auteur Jef van Kempen kwam dit omdat hij de energieke en taalvaardige Theo van Doesburg eenvoudigweg niet heeft kunnen bijbenen.
Aan het tijdschrift De Stijl kwam een einde toen Theo van Doesburg in 1931 overleed. Het laatste nummer verscheen in januari 1932, met een In memoriam van de hand van Kok. Dit zou tevens zijn laatste publicatie zijn. Kok heeft overigens pas veel later van De Stijl kunnen profiteren, toen in de jaren 50 de belangstelling voor De Stijl sterk toenam. In 1954 nam Paul Rodenko Nachtkroeg op in Nieuwe griffels, schone leien, een bloemlezing uit de poëzie van de avant-garde. Kok schreef na het overlijden van zijn vriend Theo van Doesburg nog zelden gedichten. Hij had zich meer toegelegd op aforismen. Het schrijven van deze aforismen werd een ware bezetenheid. Tot aan zijn dood schreef hij er vele duizenden. Vanwege zijn vergevorderde leeftijd liet hij deze handgeschreven aforismen uittypen door zijn vriend Wim van der Zande. De schriftjes die Kok hier vervolgens mee samenstelde bevinden zich tegenwoordig in het Nederlands Letterkundig Museum in Den Haag. 27 van deze aforismen werden in 1981 postuum uitgegeven in het boekje Ik ben maar zelden goed bij stem.
Kok was volgens intimi een vrijgevig man. Dit blijkt onder meer uit het feit dat hij werk van bevriende kunstenaars aankocht; niet alleen van mede-De Stijl-leden als Mondriaan en Van Doesburg, maar ook van constructivisten als Lajos Kassák en El Lissitzky. Alleen van de ‘plakschilderijtjes’ (collages) van Kurt Schwitters was hij minder gecharmeerd, hoewel hij hem als persoon zeer bewonderde. Als De Stijl-lid van het eerste uur kocht hij alleen abstract werk. Piet Mondriaan, die gedurende de jaren 20 in zijn levensonderhoud moest voorzien door het schilderen van bloemstillevens, stelde dit zeer op prijs. Op 18 maart 1921 schreef hij hem:

Ik ben blij dat je wat aan mijn doek hebt en wederkeerig help je mij weer om een poosje door te kunnen werken. Wat beroerd dat alleen “bizondere” menschen wat voor het Neo-Plasticisme voelen – tenminste anders zou onze maatschappij wat mooier zijn. [...] Het speet me altoos dat ik van jou later niet meer in De Stijl zach want ik vond je stukken in den eersten jaargang heel goed
— Mondriaan aan Kok (18 maart 1921)

Antony Kok ging in 1943 met pensioen bij de spoorwegen. Na zijn pensionering stortte hij zich op de filosofie en het spiritisme. Hij had altijd al een grote belangstelling voor het spiritisme; zo omschreef de schilder Janus de Winter hem een als een middeleeuws wijsgeer – waarschijnlijk vanwege zijn bedachtzame karakter – en zou hij in 1932 een ring geschonken hebben aan de filosoof Albert Schweitzer. Ook is het niet toevallig dat hij als dichter debuteerde in het tijdschrift Eenheid, een weekblad dat zich richtte op de meest uiteenlopende maatschappelijke en geestelijke stromingen. In 1946 sloot hij zich aan bij de Rozekruisers. In 1952 verhuisde Kok om die reden naar Haarlem, de vestigingsplaats van de Nederlandse Rozenkruisers. In Haarlem maakte hij kennis met de schilder Kees Verwey. Deze tekende in 1953-1954 ruim veertig portretten van Antony Kok, die ze van een titel voorzag. Tussen 1954 en 1955 werden deze tekeningen tentoongesteld onder de titels ‘30 × 1 model’ en ‘40 × 1 portret’, onder andere in het Stedelijk Museum Amsterdam en het Van Abbemuseum in Eindhoven. In 1964 trad hij op in de televisiedocumentaire Eigen Weg.
Op 6 augustus 1969 schreef hij zijn laatste brief vanuit het verzorgingstehuis, waar hij inmiddels was gaan wonen. Daarna was hij niet meer in staat te schrijven. Antony Kok overleed op 29 oktober 1969 op 87-jarige leeftijd in zijn woonplaats Haarlem. 
Na zijn dood nam de belangstelling voor zijn werk en zijn persoon sterk toe. Dit leidde ertoe dat veel van zijn ongepubliceerde werk alsnog werd uitgegeven. Ook werd er veel gepubliceerd over zijn werk en persoon. De publicaties leidden begin 1985 tot een grote tentoonstelling die gewijd was aan de 'Dichter bij De Stijl', in de Stadsschouwburg/Kultureel Sentrum van Tilburg. In 2000 verscheen de bundel Gedichten & Aforismen verzorgd door Jef van Kempen met daarin zijn belangrijkste literaire teksten. In 2022, op de 140e verjaardag van de schrijver, verscheen één van zijn aforismen als lichtkunstwerk in de Tilburgse spoorzone, op de luifel van Gebouw 79: 'De wereld van heden raast door in Dada's voetspoor.'

## Publicaties
- ‘Excelsior’, Eenheid, nummer 344 (6 januari 1917): p. 2.
- ‘De rozelaar’, Eenheid, nummer 346 (20 januari 1917): p. 3.
- Anthony Kok (oktober 1917) 'Het moderne schilderij in het interieur', De Stijl, 1e jaargang, nummer 1, pp. 7–9. Zie Digital Dada Library.
- Antony Kok (28 november 1917) ‘De Wisselwachter’, Holland Express, 10e jaargang, nummer 48, z.p. Zie Kemp = Mag. Poetry magazine.
- 'Het moderne schilderij in het interieur. (Slot)', De Stijl, 1e jaargang, nummer 2 (december 1917): p. 24. Zie Digital Dada Library.
- 'Denkextracten', De Stijl, 1e jaargang, nummer 3 (januari 1918): p. 36. Zie Digital Dada Library.
- ‘Gods licht’, Eenheid, nummer 398 (19 januari 1918): p. 252.
- ‘Tentoonstelling van schilder- en beeldhouwkunst’, Nieuwe Tilburgsche Courant (20 februari 1918).
- 'Scheppen', De Stijl, 2e jaargang, nummer 1 (november 1918): p. 5-7. Zie Digital Dada Library.
- '„Denkextracten”. Over organische schoonheid', De Stijl, 2e jaargang, nummer 9 (juli 1919): p. 100. Zie Digital Dada Library.
- 'Kunst en ontroering', De Stijl, 3e jaargang, nummer 2 (december 1919): pp. 21–23. Zie Digital Dada Library.
- Theo van Doesburg, Piet Mondriaan, Antony Kok (april 1920) 'Manifest II van „De Stijl” 1920. De literatuur', De Stijl, 3e jaargang, nummer 6, pp. 49–50. Zie Digital Dada Library.
- Antony Kok (oktober 1921) 'Stilte + Stem (vers in W.)', De Stijl, 4e jaargang, nummer 10, p. 160.
- Antony Kok (januari 1923) 'Stilte + Stem (vers in W.)', Merz, nummer 1, p. 4. Zie Digital Dada Library.
- ‘Nachtkroeg’, De Stijl, 6e jaargang, nummer 3/4, pp. 55–56.
- ‘Na 10 jaren: het elementarisme’, De Stijl, 7e jaargang, nummer 79-84, pp. 32–34.
- [In memoriam Theo van Doesburg], De Stijl, dernier numéro (januari 1932): p. 50.
- Antony Kok (1981) Ik ben maar zelden goed bij stem, Heemstede: De Lojen Deur.
- Antony Kok (1981) Vlahaïsvatka: poème dada [vouwblad], Haarlem: Houtpers.
- Antony Kok (1984) Met weinig woorden. De experimentele gedichten 1915-1923, Woubrugge: Avalon Pers.

- Bibliothèque nationale de France: cb169377730 (data)
- Biografisch Portaal: 52673432
- Digitale Bibliotheek voor de Nederlandse Letteren: kok_003
- Gemeinsame Normdatei: 118958933
- International Standard Name Identifier: 0000 0000 4755 882X
- Library of Congress Control Number: no2008020733
- Nederlandse Thesaurus van Auteursnamen: 070443181
- RKD-Nederlands Instituut voor Kunstgeschiedenis: 90545
- Système universitaire de documentation: 133529762
- Virtual International Authority File: 74652895
- WorldCat: E39PBJdh3cx86HwhfdGckxRHYP